# Caïman
Il Caïman  è stato un sommergibile appartenente alla Marine nationale, nona unità della classe Requin, affondato nel corso della seconda guerra mondiale  da un bombardamento aereo nel porto di Tolone il 13 marzo 1944.

## Storia
Il Caïman  (Q127) apparteneva alla classe Requin progettata dall'ingegnere del genio navale Léon Roquebert (Sesto Programma 1922), la cui costruzione apparteneva alla Tranche 1922, del Programma Navale 23. La costruzione fu autorizzata il 30 giugno 1923, e il sottomarino fu impostato presso l'arsenale di Cherbourg l'11 agosto 1924, e varato il 3 febbraio 1927. Il Caïman entrò in servizio il 7 febbraio 1928. I serbatoi di carburante contenevano 116 tonnellate di gasolio (più 51 tonnellate in cisterne di zavorra), e l'energia elettrica era immagazzinata in batterie di tipo D da 248 celle.  La profondità di immersione consentita era di 80 metri e l'autonomia era di 30 giorni. La nave era equipaggiata con 10 tubi lanciasiluri da 550 mm: quattro interni a prua, due a poppa e due tubi lanciasiluri rotanti gemelli esterni (montati davanti e dietro la torre di comando ), per una riserva totale di 16 siluri. L'armamento di artiglieria era costituito da un cannone di coperta M1925 L/50 da 100 mm e da due mitragliatrici da 8 mm in un impianto binato.

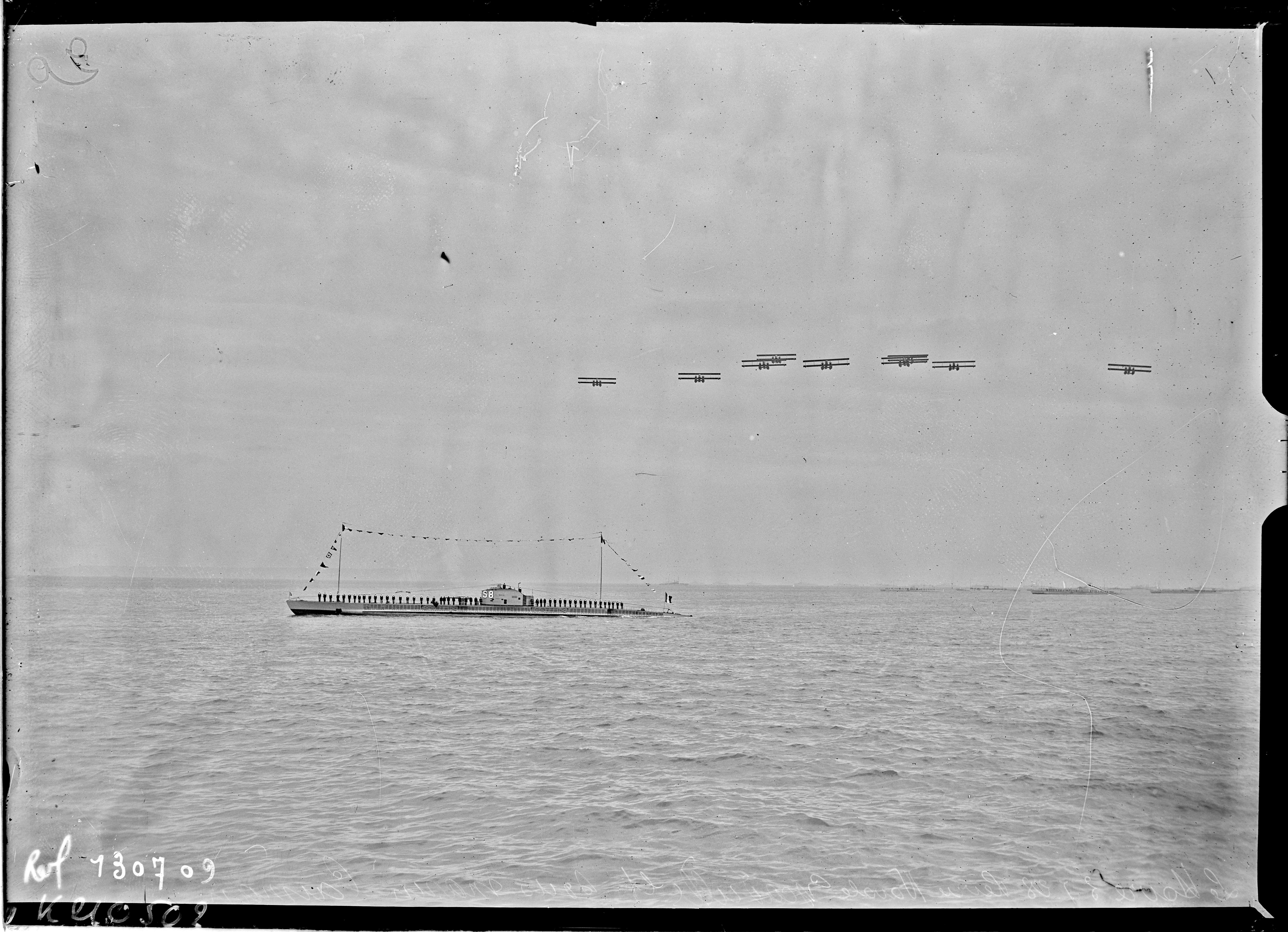
Le Havre, 3 luglio 1928, il sommergibile Caïman sfila durante la rivista navale.

Negli anni 1935-1937 la nave subì una revisione importante, compresa la sostituzione dell'apparato motore. Allo scoppio della seconda guerra mondiale il Caïman prestava servizio nel Mar Mediterraneo, come nave ammiraglia della 9ª Divisione della 6ª Squadriglia della 4ª Flottiglia di stanza a Biserta, Tunisia. L'unità era, a quel tempo, comandata dal  capitano J. B. A. Golse. Il 10 giugno 1940, quando il Regno d'Italia entrò in guerra contro la Francia e la Gran Bretagna la nave era ancora di stanza a Biserta. Quel mese prese parte al pattugliamento della parte centrale del Mar Mediterraneo. Dopo la firma dell'armistizio tra Francia e Germania, avvenuta il 22 giugno 1940, il Caïman entrò a far parte della marina del governo di Vichy. 
Con l'entrata in vigore dell'armistizio, il 25 giugno, tutte le unità della 9ª DSM raggiunsero la base navale di Biserta dove furono disarmate. 
Il Caïman (Cdt. Jean Baptiste Abel Golse), il Souffleur e il Marsouin (Cdt. Briand) furono riarmati in tutta fretta nel febbraio 1941, in vista dell'invasione della Siria e del Libano da parte delle forze britanniche, assegnati alla Divisione navale del Levante per la difesa dell'Impero francese. L'8 aprile le tre unità salparono da Biserta, scortate dal cacciatorpediniere Elan, e una settimana più tardi arrivarono a Beirut.
L'8 giugno 1941 le forze britanniche e della Francia Libera entrarono in Siria alle 2:00 del mattino, sostenute lungo la costa dalle navi britanniche del viceammiraglio Philip King Enright. I tre sottomarini furono inviati in missione di contrasto alle unità nemiche. Il Marsouin e il Souffleur si diressero verso i settori 2 e 3 di Tiro e Saïda. L'8 giugno, il Caïman effettuò un attacco  senza successo con siluri contro l'incrociatore leggero britannico Ajax e poi sopravvisse a un contrattacco di due ore con bombe di profondità dalle navi di scorta. Il giorno seguente, la nave attaccò senza successo anche un altro incrociatore leggero britannico, il Phoebe, rimanendo danneggiato.
Quando le forze francesi si arresero ai britannici, l'unità lasciò Beirut per raggiungere Biserta. L'8 novembre 1942, durante lo sbarco alleato in Nord Africa, il Caïman (insieme alla sua nave gemella Marsouin) era di stanza ad Algeri. Inviato contro le forze d'invasione, fu gravemente danneggiato da navi e aerei britannici, ma riuscì ad arrivare al porto di Tolone il mattino dell'11 novembre. Il 27 novembre 1942, mentre si trovava ormeggiato alla darsena dei sommergibili di Tolone, impossibilitato a salpare, essendo stato preparato il suo autoaffondamento, esso fu effettuato durante l'attacco tedesco ai bacini. Rimesso a galla dalla Regia Marina italiana, dal 25 gennaio al 15 febbraio 1943, fu poi portato al bacino 2 di Castigneau e dichiarato "inutilizzabile" dai tedeschi. Fu affondato dalle bombe dell'USAAF l'11 marzo 1944 a Brégaillon. Rimesso a galla nell'agosto 1945 e molto probabilmente trasformato in un deposito galleggiante, e poi demolito.